# Tamridjet
Tamridjet (en tifinagh : ⵜⴰⵎⵔⵉⴵⵜ) est une commune de la wilaya de Béjaïa en Algérie, située dans la région de Petite Kabylie. Elle est issue du dernier découpage administratif de 1984 et dépend administrativement de la Daïra de Souk El Ténine.

## Géographie

### Situation
La commune est distante de 15 km du chef-lieu de daïra et de 50 km du chef-lieu de wilaya, Béjaïa. Le territoire de la commune de Tamridjet se situe à l'est de la wilaya de Béjaïa et est limité par :
| Melbou   | Melbou    | Ziama Mansouriah (Jijel)                |
| Darguina | Tamridjet | Ziama Mansouriah (Jijel), Babor (Sétif) |
| Darguina | Darguina  | Babor (Sétif)                           |

### Lieux-dits, quartiers et hameaux
Outre son chef-lieu Tamridjet-centre, la commune de Tamridjet est composée des localités suivantes :
- Agouf
- Aït Ali Oudjemaa
- Aït Boughouiche
- Aït Dahia
- Aït Moussa
- Bouchirtioua
- Bouzeroual
- Bouziane
- Lbor
- Ighir irihanen
- Laârch
- Tazouda
- Cherrioua
- El Alem
- Ghlam
- Iamaren
- Idjebilène
- Ighil N Tiremt
- Iguenan
- Mahroudja
- Mlakhtout
- Sidi Ghit
- Thaglalazt
- Tamricht
- Thalghest
- Thimzal
- Taskala
- Zentout

### Urbanisme
Nombre de constructions y compris le logement par quartier :
- Tamridjet : 395 constructions dont 306 logements.
- Laalam : 526 constructions dont 450 logements.
- Aitdjamaa : 210 constructions dont 185 logements.
- Sidi Ghit : 203 constructions dont 170 logements.
- Zentout : 212 constructions dont 194 logements.

Total : 1546 constructions dont 1 305 logements.

## Démographie
Selon le dernier recensement (R.G.P.H.) 2008, la population de la commune est estimée à 8 371 habitants. Elle se répartit ainsi qu'il suit :
- Agglomération :
  - Tamridjet : 2 000 habitants
- Zone éparse :
  - Laâlam : 3 114 habitants.
  - Aït Djamaa : 1 232 habitants.
  - Sidi Ghit : 1 214 habitants.
  - Zentout : 731 habitants.

Densité : 157 habkm 2. Population par sexe :
  - masculin : 4 229 habitants.
  - féminin : 4142 habitantes.

Population âgée de plus de 60 ans : 590 habitants.

## Sources, notes et références
1. ↑  Code des agglomérations : 5e recensement général de la population et de l'habitat, vol. 169/2012, Alger, Office national des statistiques, coll. « Collections statistiques », 2012, p. 26.
2. ↑  « Wilaya de Béjaïa : répartition de la population résidente des ménages ordinaires et collectifs, selon la commune de résidence et la dispersion ». Données du recensement général de la population et de l'habitat de 2008 sur le site de l'ONS.
3. ↑  « Décret no 84-365 du 1er novembre 1984 fixant la composition, la consistance et les limites territoriales des communes », Journal officiel de la République algérienne démocratique et populaire, no 67,‎ 19 décembre 1984, p. 1484 (lire en ligne).